# Lene Espersen
Lene Espersen (ur. 26 września 1965 w Hirtshals) – duńska polityk, minister sprawiedliwości w latach 2001–2008. Wicepremier i minister gospodarki w latach 2008–2010, następnie wicepremier i minister spraw zagranicznych. Przewodnicząca Konserwatywnej Partii Ludowej od 2008 do 2011.

## Życiorys
Lene Espersen urodziła się w 1965. Jej ojciec był właścicielem statku, a matka księgową. W latach 1984–1990 studiowała ekonomię na Uniwersytecie Aarhus.
W latach 1986–1988 była wiceprzewodniczącą Danmarks Konservative Studerende, konserwatywnej organizacji studenckiej. W okresie 1991–1994 pracowała jako analityk bankowy. W 1994 bez powodzenia brała udział w wyborach do Parlamentu Europejskiego. W 1994 po raz pierwszy dostała się do Folketingetu z ramienia Konserwatywnej Partii Ludowej, reelekcję uzyskiwała od tej pory w każdych kolejnych wyborach do 2011 włącznie.
27 listopada 2001 objęła stanowisko ministra sprawiedliwości w gabinecie premiera Andersa Fogh Rasmussena. 9 września 2008 została wybrana na przewodniczącą Konserwatywnej Partii Ludowej (zastępując Bendta Bendtsena). W związku z tym następnego dnia objęła funkcję wicepremiera oraz ministra gospodarki. Zachowała ją także w gabinecie premiera Larsa Løkke Rasmussena. 23 lutego 2010 została przez niego mianowana na stanowisko wicepremiera i ministra spraw zagranicznych. 13 stycznia 2011 odeszła z funkcji wicepremiera i przewodniczącej partii, a 3 października 2011 zakończyła urzędowanie na stanowisku ministerialnym.
Odznaczona Komandorią I klasy Orderu Danebroga.